# Orlan-10

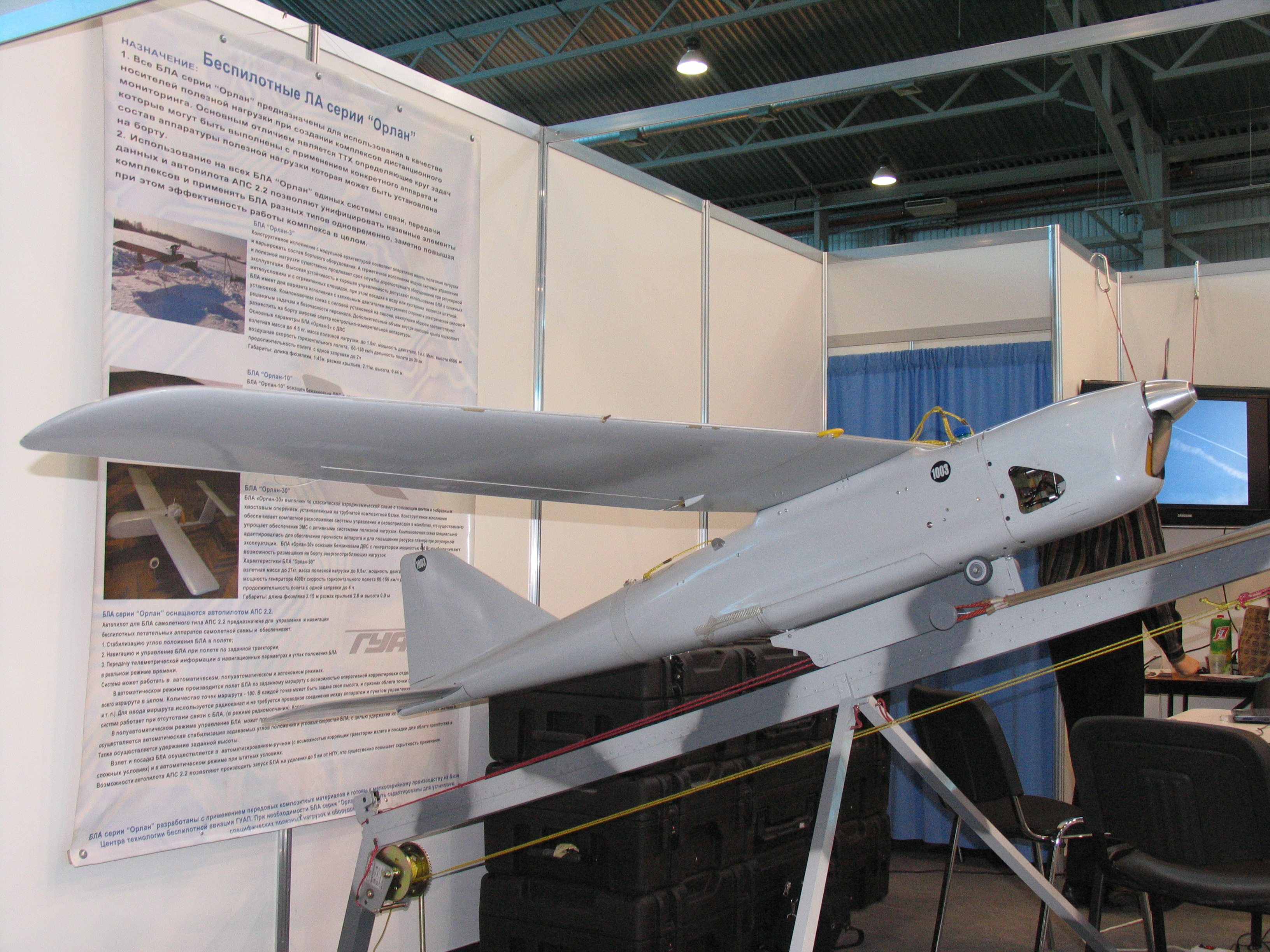
Orlan-10, InterAeroCom 2010

Orlan-10 (russisch Орлан-10, dt. Seeadler-10) ist eine Aufklärungsdrohne (oder UAV von englisch unmanned aerial vehicle) der russischen Firma Special Technology Center LLC (ООО Специальный Технологический Центр) in St Petersburg. Sie wird von den Streitkräften der Russischen Föderation eingesetzt.

## Entwicklung
Special Technology Center entwickelte die Drohne für ein breites Aufgabenspektrum: Luftaufklärung, Überwachung und Monitoring, Search and Rescue, Manöverbegleitung, Jamming, Detektion von Funksignalen sowie Zielverfolgung in schwierigen Terrains.
Die Exportvariante, als Orlan-10E bezeichnet, wurde auf der 19. International Air and Space Fair (FIDAE) im März 2016 ausgestellt.
Innerhalb der Russischen Streitkräfte wurde zunächst der Östliche Militärbezirk in 2016 mit den UAVs ausgestattet. Auch die Schwarzmeerflotte verfügt über die Orlan-10. Nach und nach wurden die anderen Militärbezirke ebenfalls mit Orlan-10s beliefert. Der Abschuss einer Orlan-10 2022 durch IS über Mali belegt den Einsatz der Drohne auch durch die russische Söldnertruppe Wagner.

## Technische Angaben
Die Orlan-10 ist eine kleine Aufklärungs- und Überwachungsdrohne in Form eines klassischen Schulterdecker-Propellerflugzeugs mit Frontmotor und Normalleitwerk. Die ungepfeilten Tragflächen haben abgerundete Flügelspitzen. Die Drohne wird von einem Katapult gestartet und landet an einem im Rumpfrücken untergebrachten Fallschirm. Der Aufprall wird von einem Airbag gedämpft. Zum Transport werden die Tragflächen der Drohne demontiert.
Die Drohne besteht zum größten Teil aus Off-the-shelf-Komponenten. Die Drohne kann mithilfe des Satellitennavigationssystems Kometa-M des Herstellers VNIIR Progress selbständig navigieren. Kometa-M nutzt Signale von GPS/GLONASS und ist darauf ausgelegt, Störungen aufgrund elektronischer Gegenmaßnahmen zu widerstehen. Das Aufklärungssystem besteht aus Kameras für Luftbildaufnahmen aus der Canon-EOS-D-Reihe sowie Wärmebild- und Videokameras von FLIR Systems. Die Aufhängung für die Kamera ist von Hextronik, der Prozessor für das Flugsteuerungssystem ist ein STM32F103VC Mikrocontroller, ein Arm Cortex-M3, der Motor stammt von dem Modellbauhersteller Saito Seisakusho und für die Positionsbestimmung ist ein u-blox Neo-M8 GNSS zuständig. Die Drohne hat einen Datenlink via 3G/4G Netzwerke.
Als Nutzlast können Wirkmittel für EW angebracht werden. Dazu zählen vor allem Störsender.

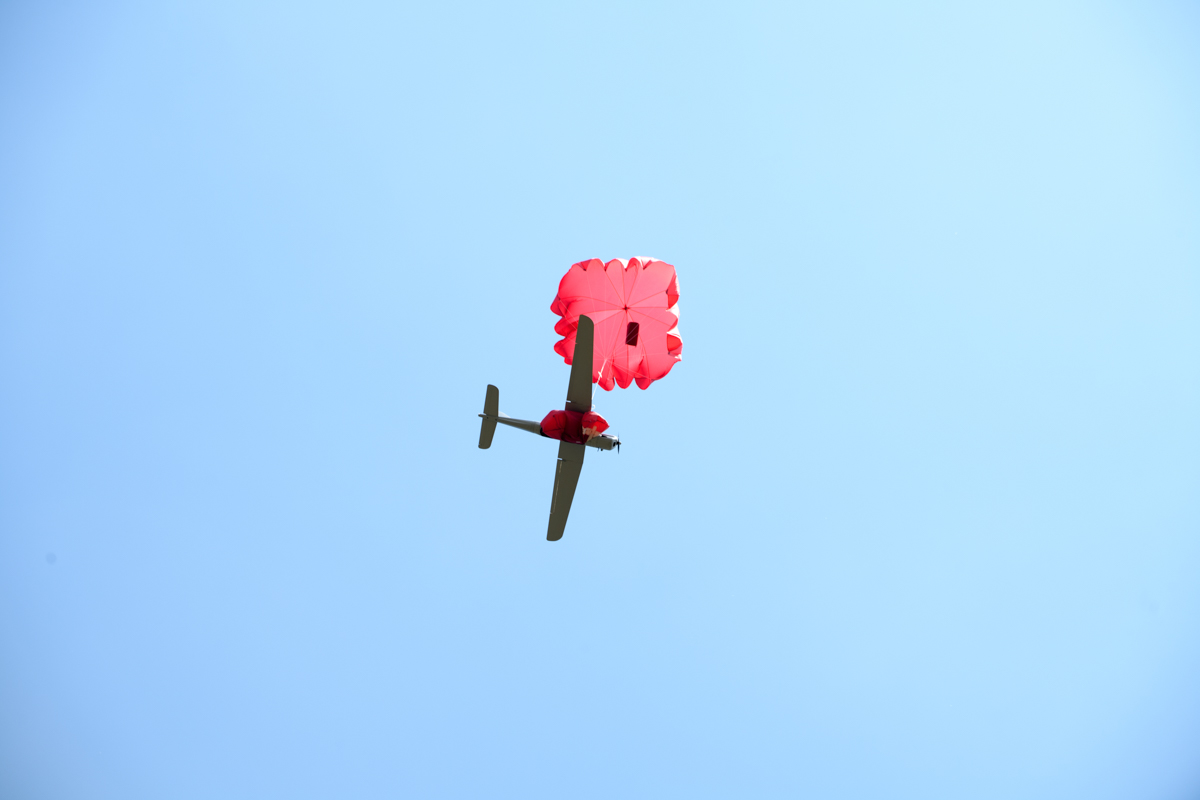
UAV Orlan-10 landet mit dem Fallschirm

| Länge                  | 1,80 m                                |
| Spannweite             | 3,10 m                                |
| Startmasse             | 14 kg (18 kg)                         |
| Nutzlast               | 5 kg                                  |
| Höchstgeschwindigkeit  | 150 km/h                              |
| Dienstgeschwindigkeit  | 90 km/h                               |
| Reichweite (autonom)   | 1000 km                               |
| Reichweite (gesteuert) | 120 km                                |
| Dienstgipfelhöhe       | 16.500 ft (5.029 m) (6000 m)          |
| Aufklärungssensoren    | Foto- und Videokamera, Wärmebildgerät |
| Antrieb                | Saito 4-Takt-Ottomotor                |
| Treibstofftank         | PET-Flasche                           |
| Leistung               | 1 PS                                  |
| Einsatztemperaturen    | -30–+40°                              |
| Flugdauer              | bis zu 16 h                           |
| Start                  | Katapult                              |
| Landung                | Fallschirmsystem                      |

## Einsatz

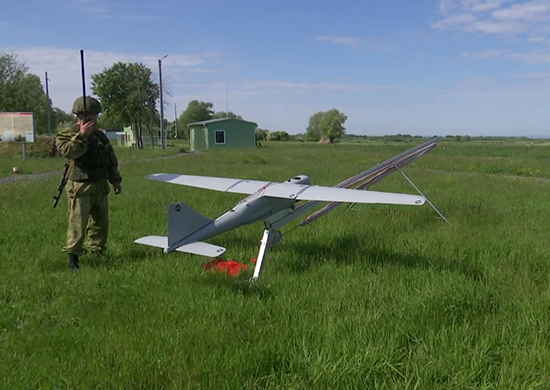
Orlan-10 auf dem Startkatapult

### Arktis
Orlan-10 werden seit dem 1. Mai 2015 in der Arktis zur Überwachung der Schiffsrouten und zur Unterstützung von Such- und Rettungseinsätzen verwendet.

### Russisch-Ukrainischer Krieg
Der ukrainische Staatssicherheitsdienst gab mehrfach an, Orlan-10-Drohnen seien während der Krise in der Ukraine 2014 über der Ukraine abgeschossen worden.

### Syrien und Libyen
Infolge des russischen Militäreinsatzes in Syrien, werden bis heute vereinzelt Orlan-10 in Syrien abgeschossen.
2019 und 2020 wurden Orlan-10 in Libyen zerstört.

### Russischer Überfall auf die Ukraine 2022

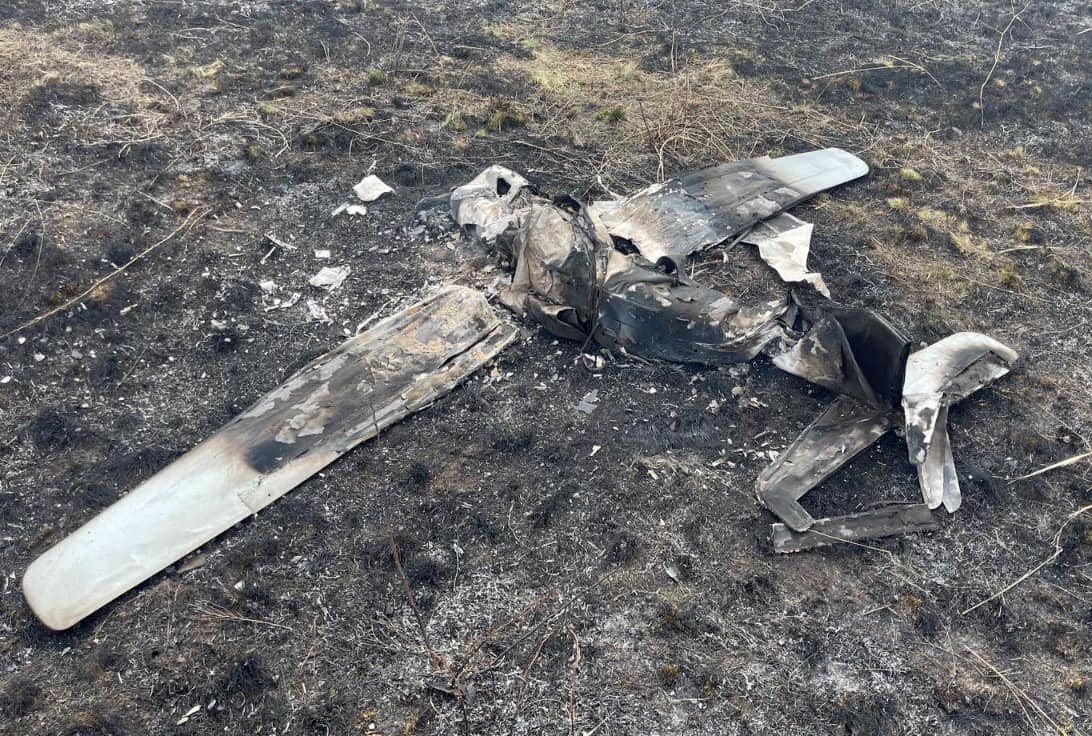
Abschuss über der Oblast Donezk im April 2022

Am 13. März 2022, während des russischen Überfalls auf die Ukraine, ging eine offenbar vom Kurs abgekommene Orlan-10 in Rumänien zu Boden.
Im September 2022 gelang es ukrainischen Truppen, bei einer Gegenoffensive im Oblast Charkiw einen ganzen Komplex einschließlich einer Drohnen-Kontrollstation und technischen Dokumentationen der Orlan-10 zu erobern.
Am 27. April 2024 schoss Berichten zufolge in der Nähe von Odessa ein ukrainisches Jak-52-Trainingsflugzeug eine russische Orlan-10 ab.
Ende Mai 2024 zerstörten ukrainische Truppen mit einer Kamikaze-Drohne eine sehr hochfliegende Orlan-10.

## Nutzerstaaten
- Russland: 300+[19][20]

## Kontroversen
Weil die Orlan-10 Komponenten aus dem Westen benutzt, wurde gegen diese ein Embargo verhängt (siehe Sanktionen gegen Russland seit dem Überfall auf die Ukraine). Zwei deutsch-russische Doppelbürger exportierten über Deutschland trotzdem diese Komponenten. Der Generalbundesanwalt beim Bundesgerichtshof hat dazu Klage erhoben.